# 烏亞爾
烏亞爾（Уяр）是俄羅斯克拉斯諾亞爾斯克邊疆區東部的一個城市，距區府克拉斯諾亞爾斯克131公里。2002年人口13,807人。
1760年建立（一說1734年）。1944年設市。
56°12′N 89°31′E / 56.200°N 89.517°E